# Тиј (река)
Тиј (фр. Tille) је река у Француској. Дуга је 83 km. Улива се у Саону. 